# Emertonia minor
Emertonia minor is een eenoogkreeftjessoort uit de familie van de Paramesochridae. De wetenschappelijke naam van de soort is voor het eerst geldig gepubliceerd in 2009 door Vasconcelos, Veit-Kohler, Drewes & Parreira dos Santos.